# 達飛聲
達飛聲（英語：James Wheeler Davidson，1872年6月14日—1933年7月18日），又譯禮密臣、大衛孫、德衛生，探險者、記者、作家、美國外交官、商人及慈善家。他以著有《福爾摩沙島的過去與現在》（The Island of Formosa; Past and Present; History, People, Resources and commercial Prospects）(1903)，以及大力推廣國際扶輪的國際化發展為人所知。

## 生平
1872年達飛聲出生在美國明尼蘇達州奧斯丁市，父親是當地的銀行總經理。1890年，達飛聲自小對馬戲有興趣，學校課業只對地理有興趣，年僅18歲便營運馬戲專業劇院。1891年達飛聲從芝加哥市附近的私立西北軍事專科學院（Northwestern Military Academy)畢業，被授予伊諾利州民兵少尉軍銜。
達飛聲離開學校後，擔任報社編輯，為期一年，後續便開始周遊全世界。1892年，達飛聲擔任愛德華・亞諾（Sir Edwin Arnold）的事務經理，後隨亨利・史坦利（Henry M. Stanley)在美國旅行。1893年，達飛聲成為皮里北極探險隊一員（Peary North Pole Expedition），遠征格陵蘭島。不過隔年在攝氏零下3度的酷寒凍傷了左腳，雖然後續受到皮膚移植，但仍留下後遺症，終生左腳略為跛行。回美國後，達飛聲為《紐約前鋒論壇報》（New York Herald）等數家報社聘為記者，他前往滿洲國之際，因得知甲午戰爭可能延燒到臺灣，故隨即搭船前往臺灣，成為乙未戰爭時唯一的西方戰地記者。
1895年，他以戰地記者身份前往臺灣，在臺北城內申請採訪許可，獲得臺灣巡撫唐景崧接見，且於數日後取得隨軍採訪證，上載第一個漢名「德衛生」。在臺期間，達飛聲見證臺灣民主國成立，是少數親身參與民主國成立典禮的外籍人士。隨後，達飛聲跟隨臺灣民主國軍隊前往北部前線，也目睹民主國軍隊遭日軍攻擊而陷入潰散暴亂。達飛聲返回臺北城，紀錄了臺灣民主國總統唐景崧的潛逃回中國，也寫下臺北城內民主國士兵在群龍無首的情況下，破壞了且搶奪政府物資。
當臺北城內居民面臨暴動的民主國士兵及搶匪時，開始期望日軍進城維護秩序。6月6日，達飛聲與另外兩位洋商自願（也是受託）前往日軍陣地傳遞訊息。6月7日協助日軍入臺北城。6月15日，北白川宮親王召見，獲得日軍頒發的臨時戰地記者採訪證。隨日軍採訪期間，達飛聲詳細紀錄乙未戰爭的情況，書寫立場是偏向日本的，不過，他於文中也提到部分調至臺灣南部的日本軍隊及苦力素質不佳。
1896年，他被美國總統格羅弗·克里夫蘭任命為美國在臺灣本島的領事代辦。1898年，美國在淡水設立領事館，達飛聲出任首任領事，並將美國領事館自淡水遷移到大稻埕。1903年，達飛聲發表《福爾摩沙島的過去與現在》一書，是一本關於臺灣事務的專題著作，達飛聲有感當時英文文獻缺乏對臺灣本島歷史的完整論述，他耗費多年進行調查，參閱多元語言的資料，該書爾後成為研究臺灣歷史的重要文獻之一。
1903年，達飛聲奉美國總統狄奧多·羅斯福之指令，前往滿洲及西伯利亞，協助俄羅斯帝國交通部門考察甫完成的西伯利亞鐵路亞洲段沿線。
1904-1905年，達飛聲被美國總統狄奧多·羅斯福任命為安東、上海、南京等美國外交人員，值得注意的是，達飛聲於安東就任時期，美國國務院核准正式漢名為「達飛聲」，自此乙「達飛聲」之名聞名。1905年因患傷寒休假返美，在日本神戶遇到道麗蓮（Miss Lillian Dow）小姐，同船返美。1906年起，達飛聲與道麗蓮小姐結婚，移居加拿大從商，隔年同兄長合作，在加拿大卡加利共同經營土地開發、木材、石油、開路及旅遊業等事業。
1914年起，達飛聲加入卡加利的扶輪社，曾任社長及地區總監。當時國際扶輪計畫向地中海地區、中東、南亞、澳大拉西亞推展扶輪社活動，達飛聲是此計畫的理想人選。1921年，達飛聲貨扶輪社派遣前往澳洲、紐西蘭開創分社。1926-1927年，當選國際扶輪社副社長。1928年，達飛聲同妻女踏遍歐、亞、美三大洲，在為期32個月的奔波中，於12個國家開拓23個扶輪新社，被譽為「扶輪社的馬可波羅」。1930年，在環球之旅結束前，達飛聲與家人來到闊別多時的臺灣，待了一個星期，達飛聲在臺北向地方要人發表扶輪社目標，社務演講，隔年3月底臺北成立扶輪社。1931年，達飛聲完成3年多的環球之旅後，到扶輪社位於芝加哥的總部報告成果。 
1931年，達飛聲心臟病突發，身體健康急劇下滑，隔年遷居溫哥華，臥病在床。1933年，因為心肌肥厚與擴張症引起的冠狀動脈硬化，在溫哥華病歿，得年61歲。 
此外，達飛聲的著作，包括乙未戰爭相關報導(大約 125 篇)、亦包含數篇有關臺灣的論文及專門著作《福爾摩沙島的過去與現在》，除了臺灣相關論述以外，達飛聲亦有從紐約至臺灣的航海日記，介紹俄國、滿州國、韓國的文章。此外，有關國際扶輪社的文章與書信，亦留下不少。達飛聲也是皇家地理學會會員之一。

## 攝影作品

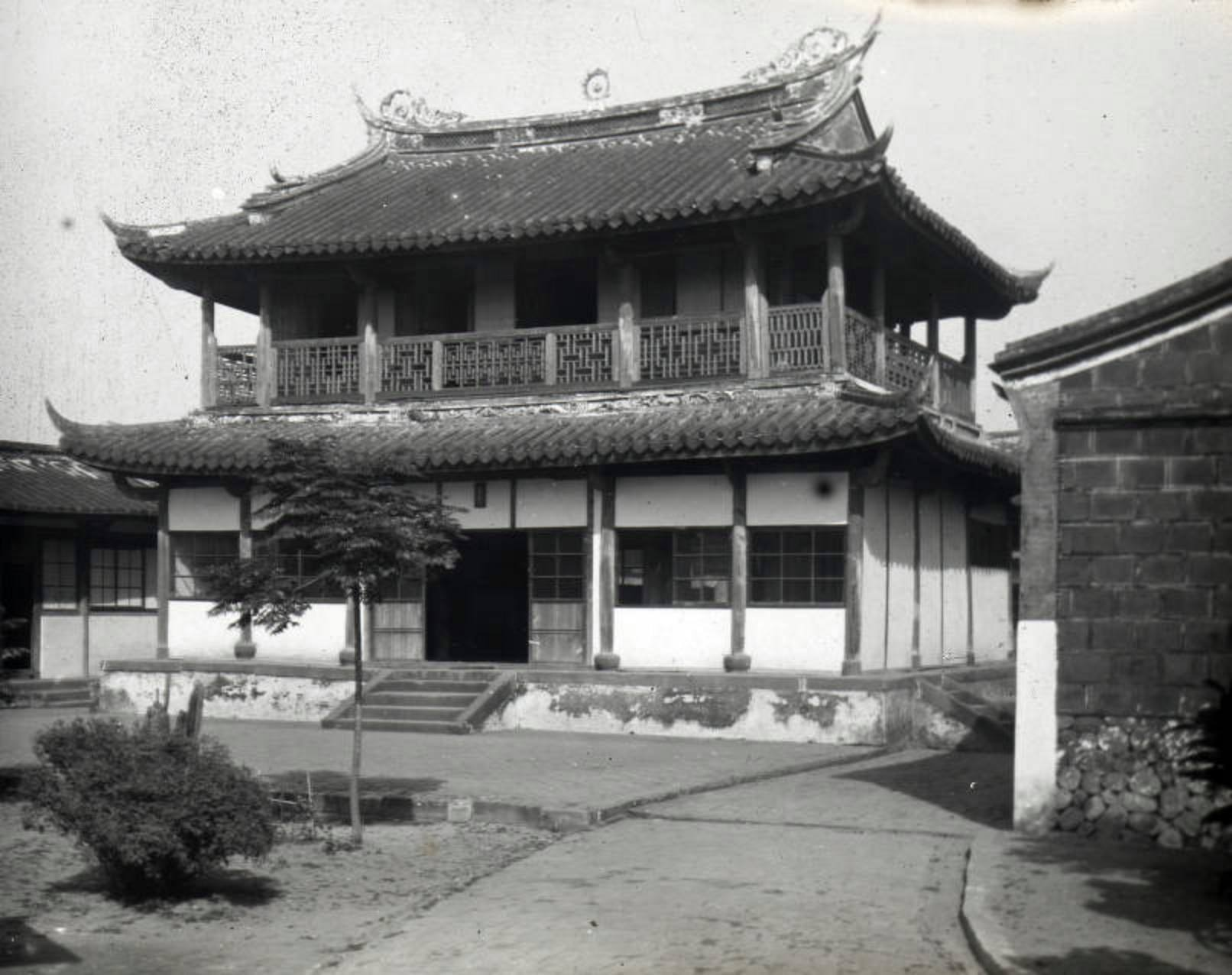
嘉義某處寺廟
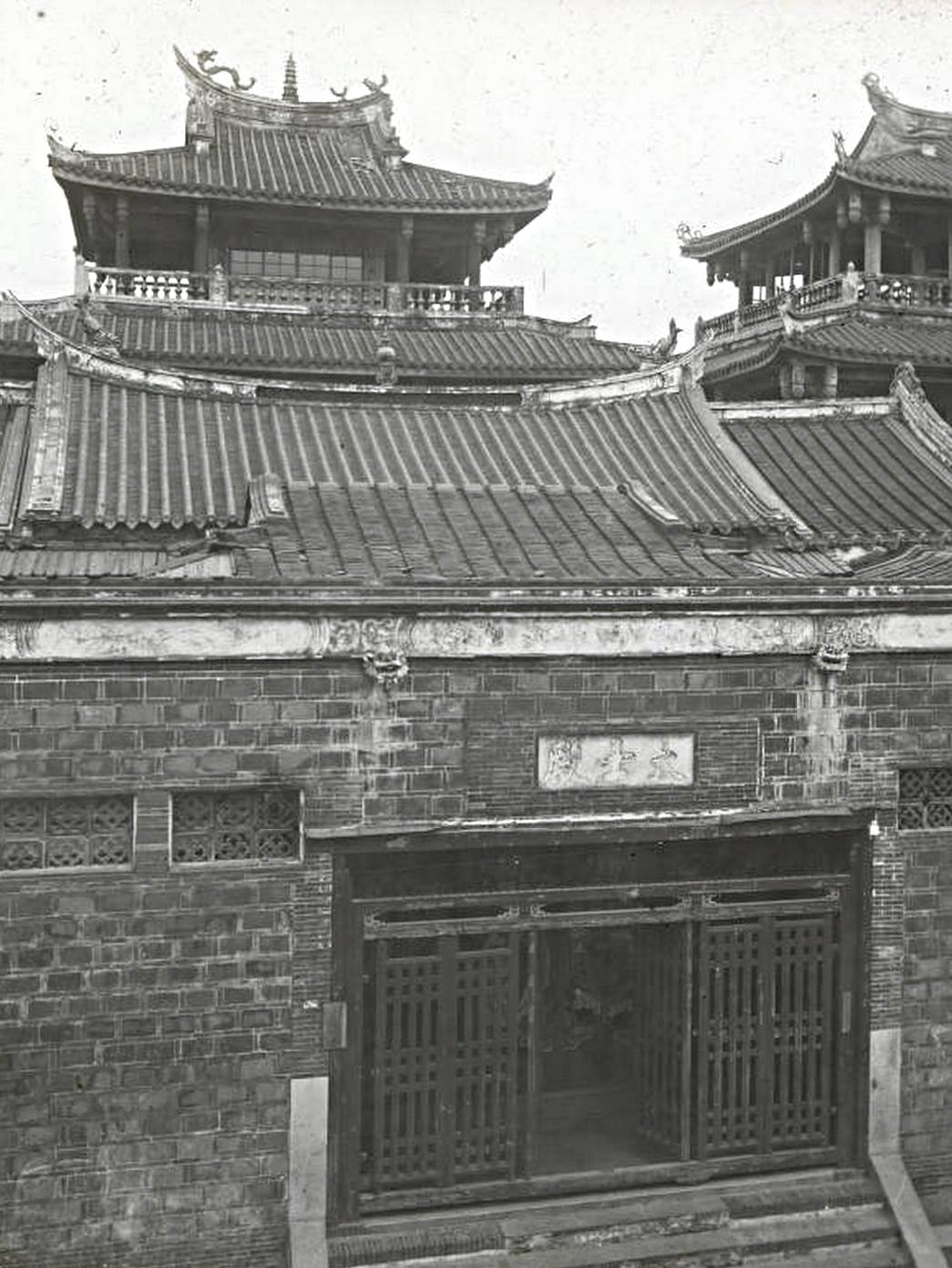
赤崁樓
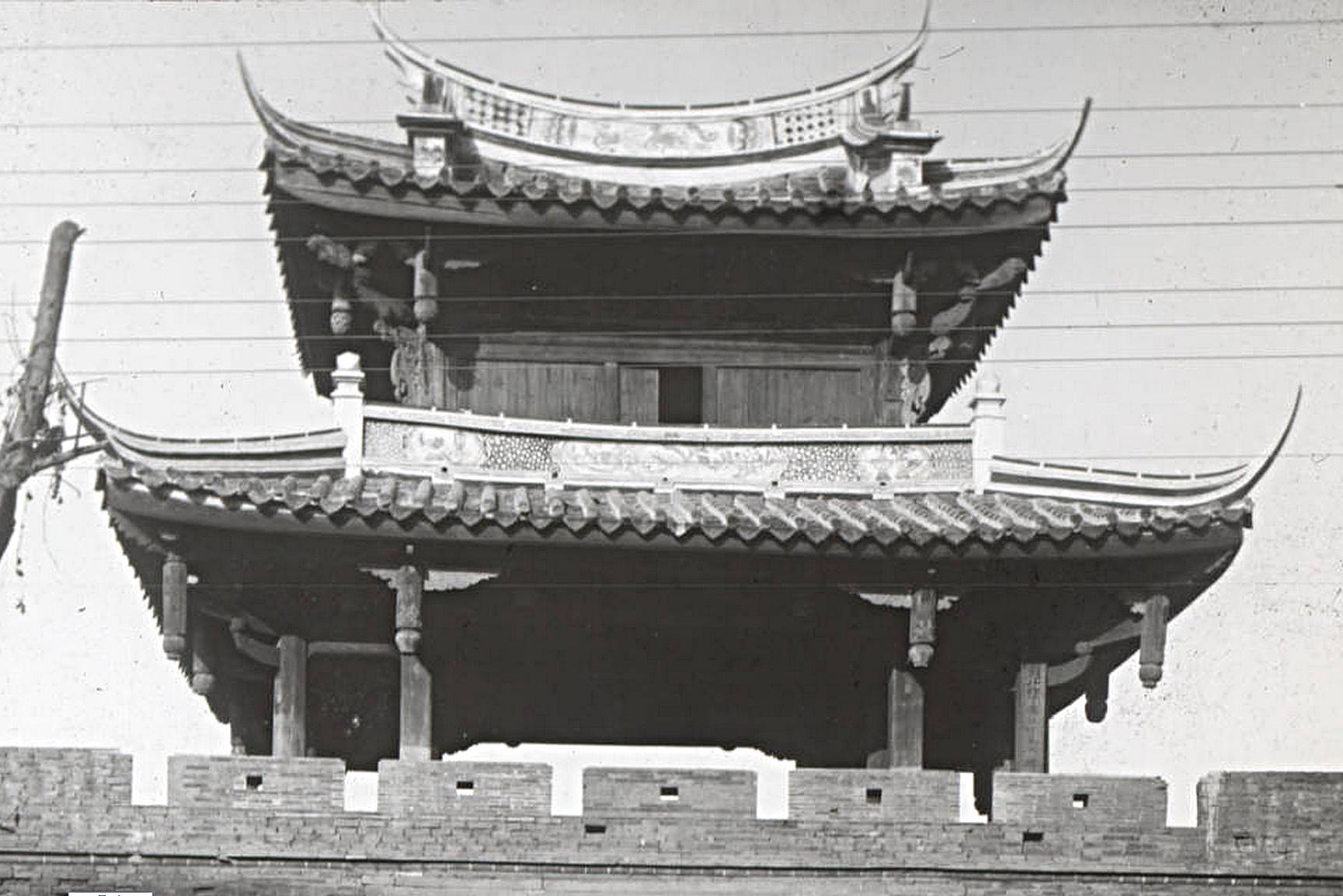
彰化縣城門樓
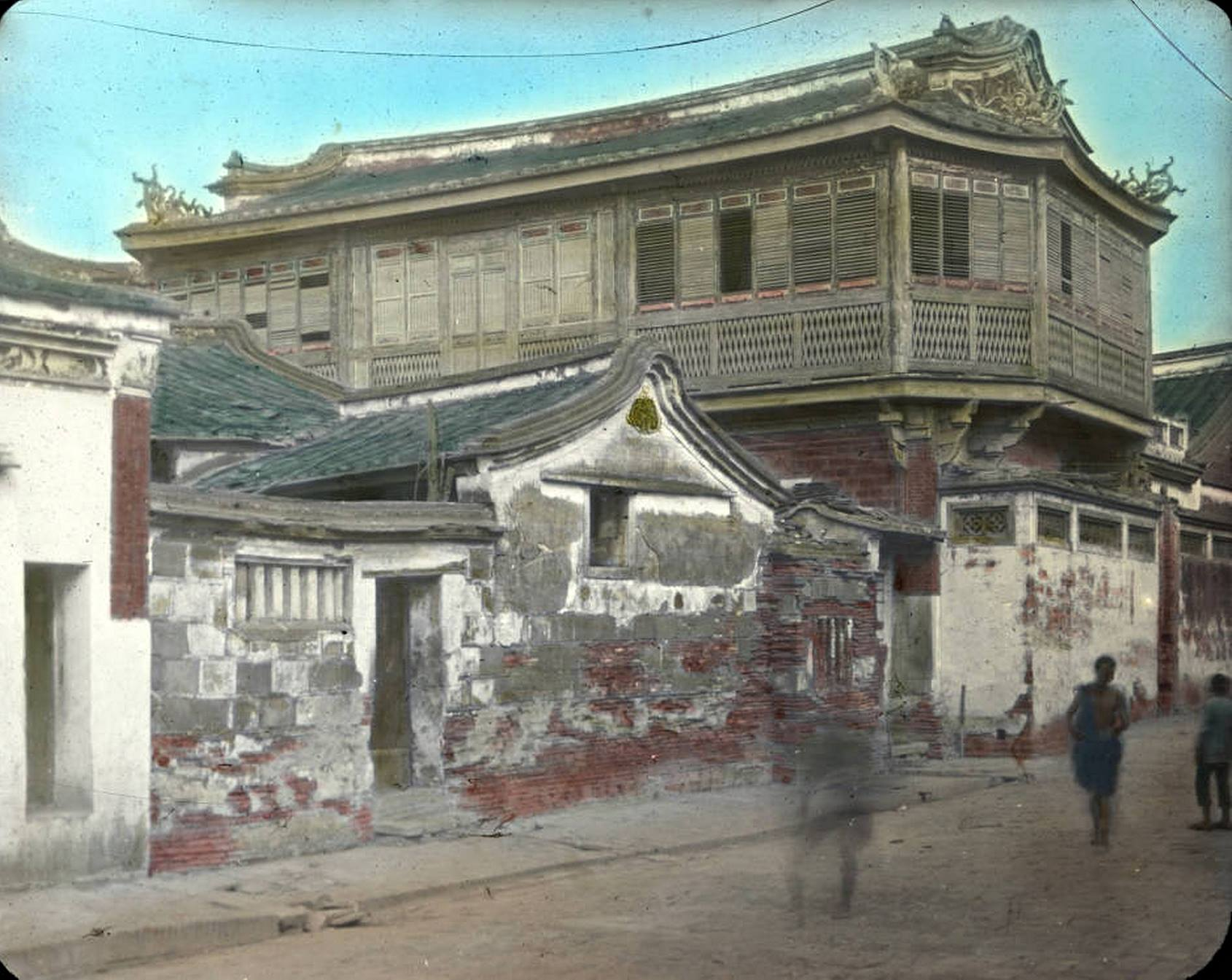
鹽水八角樓
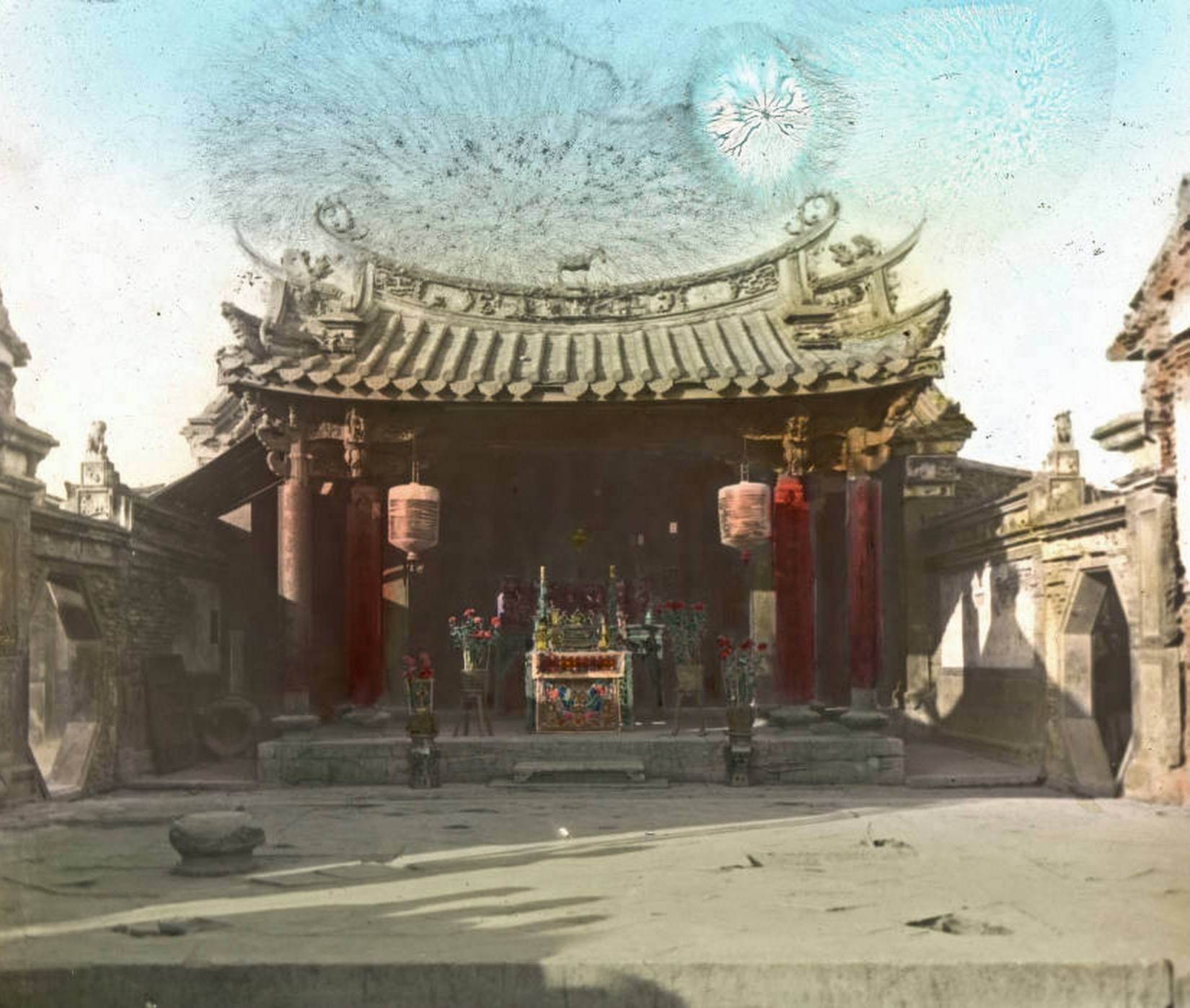
北港朝天宮
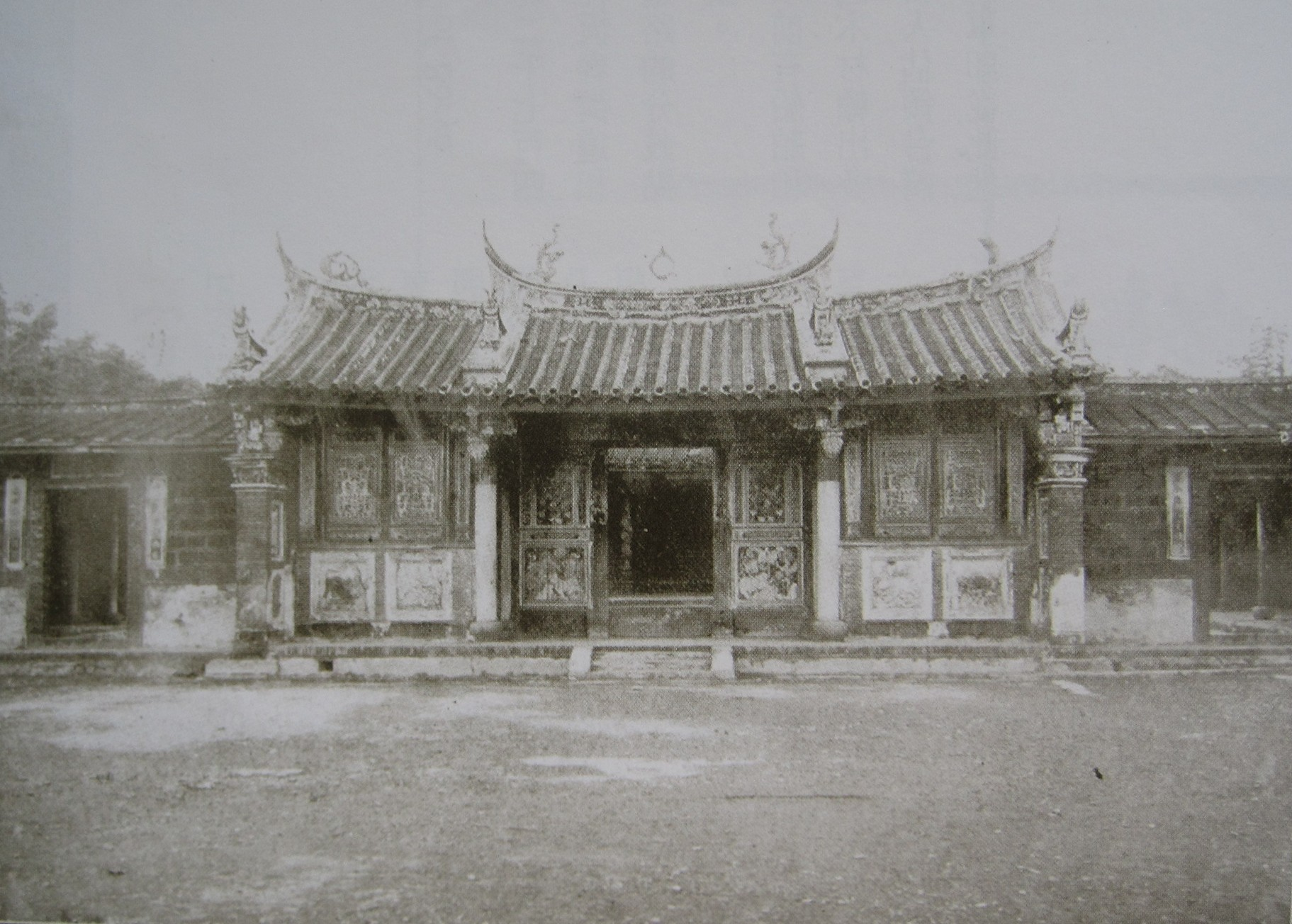
六堆忠義祠
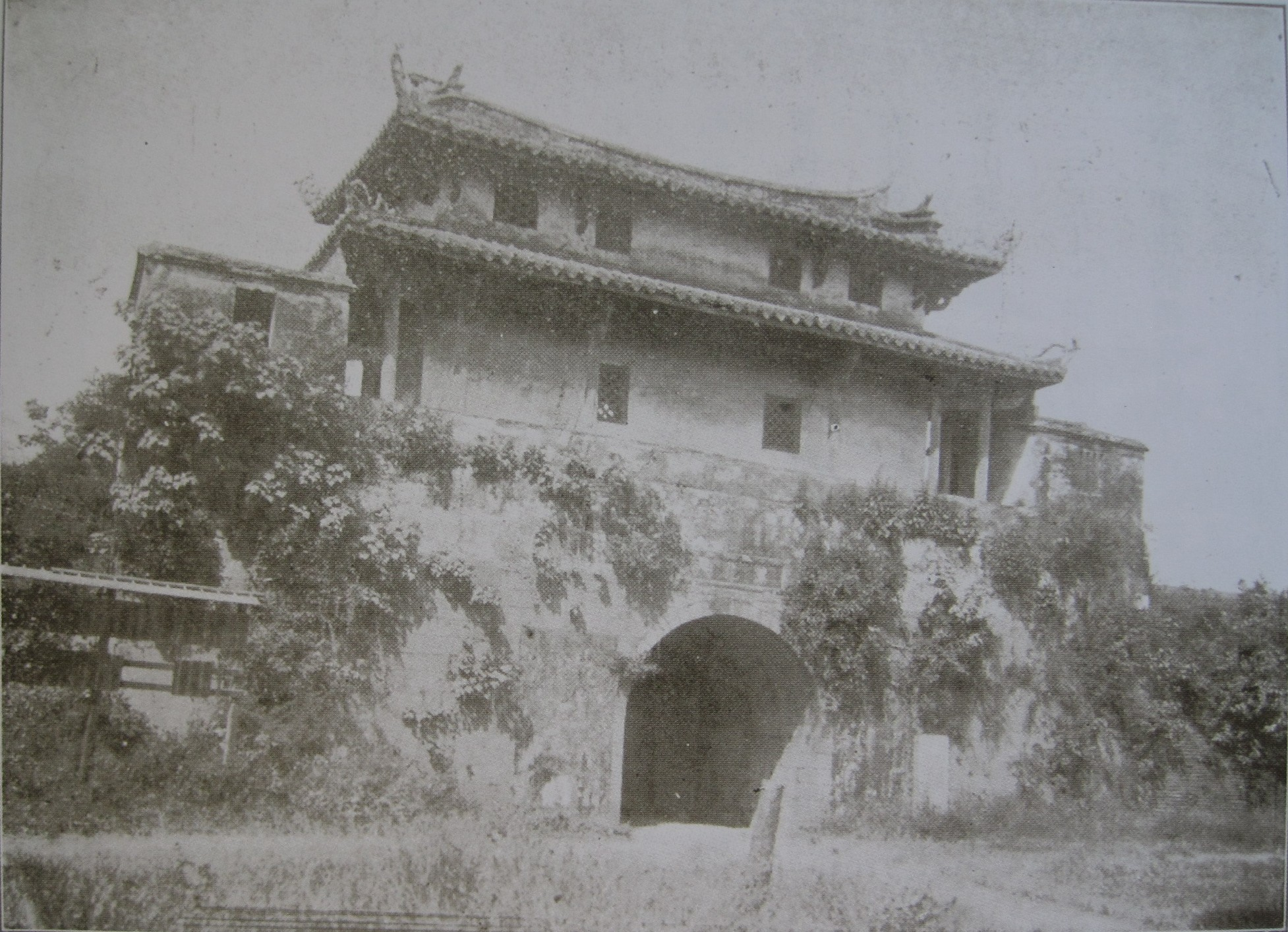
臺灣府城大北門

### 著作
1. 1 2  呂理政; 謝國興 (编).  初版. 臺北: 中央研究院臺灣史研究所. 2015年12月: 22. ISBN 978-986-04-7690-3.
2. 1 2 3  . 2020-01-07  [2020-01-16]. （原始内容存档于2020-01-14） （中文（臺灣））.
3. ↑  達飛聲著，陳政三譯，《福爾摩沙島的過去與現在》，臺南：國立臺灣歷史博物館，2014年。
4. ↑  . The Encyclopedia Americana.   [2020-01-16]. （原始内容存档于2020-01-16）.
5. ↑  整理自陳政三編輯，〈附錄 6：達飛聲的經歷與著作〉，收錄於《福爾摩沙島的過去與現在》，頁 829-832；陳俊宏，《禮密臣細說台灣民主國》，頁 205-207。轉引自林紋沛，《清末至日治初期來臺西方人建構的臺灣知識──以李仙得與達飛聲為中心》（臺北：國立臺灣大學歷史所碩士論文，2016年），頁76。

- 陳俊宏，〈李春生與禮密臣的一段軼事——一八九五年日軍和平占領臺北城事件的發微〉，《臺北文獻》，122期，民國86年12月，頁37-69。
- 陳俊宏，《禮密臣細說台灣民主民》，臺北：南天書局，2003年，頁307-309。
- 陳政三，達飛聲《福爾摩沙島的過去與現在》譯介與原住民敘事 （页面存档备份，存于），《原住民族文獻》，2014年12月十八期。
- 達飛聲著，陳政三譯，《臺灣的過去與現在》，臺南：國立臺灣歷史博物館，2014年。
- Robert Lampard, edited, The Life and Times of James and Lillian Davison in Rotary International, Alberta: Rotary Club of Red Deer, 2006.